# Orel Viciani Escker
Orel Viciani Escker (Iquique, Chile, 11 de septiembre de 1943) es un político chileno.
Nació en la ciudad de Iquique, hijo de José Segundo Viciani Araya y Clotilde Escker. Se casó en 1970 con Cecilia Ostornol con quien tuvo un hijo, llamado Pablo. 
Cursó su enseñanza media en el liceo de Iquique y en el liceo José Victorino Lastarria en Santiago. Estudió Pedagogía en Biología en la Universidad de Chile, siendo Presidente del Centro de Alumnos de dicha carrera entre 1969 y 1970. En esa época se hizo militante del Partido Comunista de Chile. 
En 1973 fue elegido diputado por la Primera Agrupación Departamental "Arica, Iquique y Pisagua". En esa calidad integró las Comisiones Permanentes de Relaciones Exteriores y de Integración Latinoamericana. Sin embargo, el golpe militar del 11 de septiembre de 1973, puso término anticipado al período. El Decreto-Ley 27, de 21 de septiembre de ese año, disolvió el Congreso Nacional y declaró cesadas las funciones parlamentarias a contar de la fecha.

## Exilio y apoyo al FPMR
Luego del golpe de Estado, Viciani se exilió en Cuba. En la isla, fue uno de los dirigentes comunistas chilenos que comandó la preparación del grupo guerrillero llamado Frente Patriótico Manuel Rodríguez (FPMR), que pretendía encabezar la subversión contra el régimen militar chileno. Para este efecto se fue reclutando a cientos de jóvenes exiliados en Cuba y en países del bloque socialista. Además, escribió diversos artículos en publicaciones opositoras de corte marxista.

Esto es sólo una parte de la gente que tenemos en formación. Hay camaradas venidos de Europa, África, América Latina y también desde Chile, y así como ellos, muchos más se preparan en otros países. El partido entero se viste hoy de verde olivo y los demás no tardarán en seguirnos.

Orel Viciani, presentando a los cuadros del FPMR ante los exiliados chilenos en Cuba, 1982[cita requerida]

## Retorno a Chile
De vuelta en el país, en 1989, Viciani se hizo militante del Partido Amplio de Izquierda Socialista, de carácter instrumental. Fue candidato a diputado en las elecciones parlamentarias de 1989 por el distrito 1, compuesto por las comunas de Arica, Camarones, General Lagos y Putre. Sin embargo, obtuvo apenas un 8,34% de los votos, no resultando electo; ello, considerando que ya había sido elegido por esa zona.
Con posterioridad, Viciani cambió su militancia a la del Partido Socialista de Chile. En 1992 postuló a concejal por la comuna de Estación Central en las elecciones municipales de aquel año, siendo derrotado.
En la década de 2000 ocupó cargos en los gobiernos de la Concertación. Entre 2002 y 2003 fue Secretario Regional Ministerial de Gobierno de la Región del Libertador Bernardo O'Higgins, y entre 2006 y 2008 fue miembro de la Unidad de Relaciones Internacionales de la Subsecretaría de Desarrollo Regional (SUBDERE).
En la actualidad reside en Santiago.

## Historial electoral

### Elecciones Parlamentarias de 1973
- Elecciones Parlamentarias de 1973 para la 1ª Agrupación Departamental de Tarapacá[1]

### Elecciones Parlamentarias de 1989
- Elecciones parlamentarias de 1989, para el Distrito 1, Arica, Putre, Camarones y General Lagos[2]

### Elecciones Municipales de 1992
- Elecciones municipales de 1992, para la alcaldía de Estación Central [3]

(Se consideran sólo los 9 candidatos más votados, de un total de 32 candidatos)